# Fernando Alves de Sousa
Fernando Alves de Sousa (Lisboa, 28 de outubro de 1922 — 25 de janeiro de 2012), conhecido como Alves de Sousa foi um pintor e escultor português.

## Biografia
Fernando Alves de Sousa nasceu em Lisboa em 1922, filho de Domingos Alves de Sousa e de Maria Palmira Alves de Sousa. Fez o curso de Pintura na Escola de Belas Artes de Lisboa e era associado efetivo (nº 699) da Sociedade Nacional de Belas Artes. Saiu do país em 1950, tendo vivido durante trinta anos em Espanha, França, Brasil, Estados Unidos da América, Bélgica, Itália e Países Baixos, onde existem obras suas em várias colecções. 
Em Portugal, o seu trabalho está representado na Assembleia da República, no Supremo Tribunal Administrativo de Portugal, na Academia das Ciências de Lisboa, na Universidade Nova de Lisboa e na Universidade da Beira Interior. 
Regressou ao país de origem em 1990, dividiu residência entre a Covilhã e a Parede, continuando a trabalhar como pintor, escultor, retratista, e conservador de obras de arte..